# Dazed
Dazed (Dazed & Confused till februari 2014) är ett brittiskt livsstilsmagasin grundat 1991. Tidningen skriver om musik, mode, konst och litteratur.